# Kelsang Chukie Tethong
(Kelsang) Chukie Tethong (née en novembre 1957, près de Mustang (Népal)) est une actrice et chanteuse tibétaine népalaise. 

## Formation et Jeunesse
Chukie Tethong est née dans une famille de musiciens, et elle a rejoint très jeune, avec sa sœur Namgyal Lhamo, l’Institut tibétain des arts du spectacle à McLeod Ganj à Dharamsala en Inde. Elle y a étudié pendant 11 ans et s'est spécialisée dans le chant. En 1974, elle a quitté l'Institut et plus tard a rejoint les Pays-Bas.

## Carrière dans la musique
Du fait de son intérêt constant pour la musique tibétaine, elle a repris ses études dans ce domaine au début des années 1990, et a réalisé sa première représentation en Pays-Bas en 1996. De nombreux concerts suivirent en Europe et aux États-Unis.
En outre, elle a joué dans la bande Gang Chenpa durant la série des Tibetan Freedom Concert à  New York (1997), Washington, D.C. (1998) et Amsterdam (1999).
Avec ce groupe, elle sort son premier album Voices from Tibet en 2000. Puis elle continua d’apparaître en tant que chanteur solo au cours de cérémonies rituelles et commémoratives à Dharamsala et au Bengale occidental.
Elle a joué dans plusieurs grandes villes incluant Udine, Vancouver, New Delhi, Dehradun, Jaipur, Tokyo et Taipei.
Dans cette dernière ville, elle a réalisé son premier album solo Voices from Tara,  se focalisant principalement sur la musique tibétaine du XVIIe siècle et les chants nomades Toeshey de l'Est et du Nord-Est du Tibet, appelé le lu.
Elle chante également la musique folk de différentes régions du Tibet.

## Films
Dans le film Sept ans au Tibet en 1997, on peut entendre sa voix dans la musique du film, avec sa sœur Namgyal Lhamo et Tobden Gyaltso, des musiciens du groupe Gang Chenpa.
À propos de ce groupe de musique, un  documentaire, Seven Dreams of Tibet, a été réalisé par Jan van den Berg en 2001. 
En 2006, elle fait ses débuts au cinéma en tant qu'actrice dans le film Milarépa : La Voie du bonheur (Milarepa), où elle joue  rôle de Kargyen, la mère du jeune Milarépa.

## Famille
Elle est l'épouse de Tenzin Geyche Tethong.

## Discographie
- Voices from Tibet, avec Gang Chenpa, Papyros/Music & Words, 2000
- Voices from Tara, 2002
- Where the Heart Blossoms, 2004
- Songs From The Forgotten, 2005
- Songs of Milarepa, 2006
- A Woman’s Spiritual Chants, 2009